# 이다영 (체조 선수)

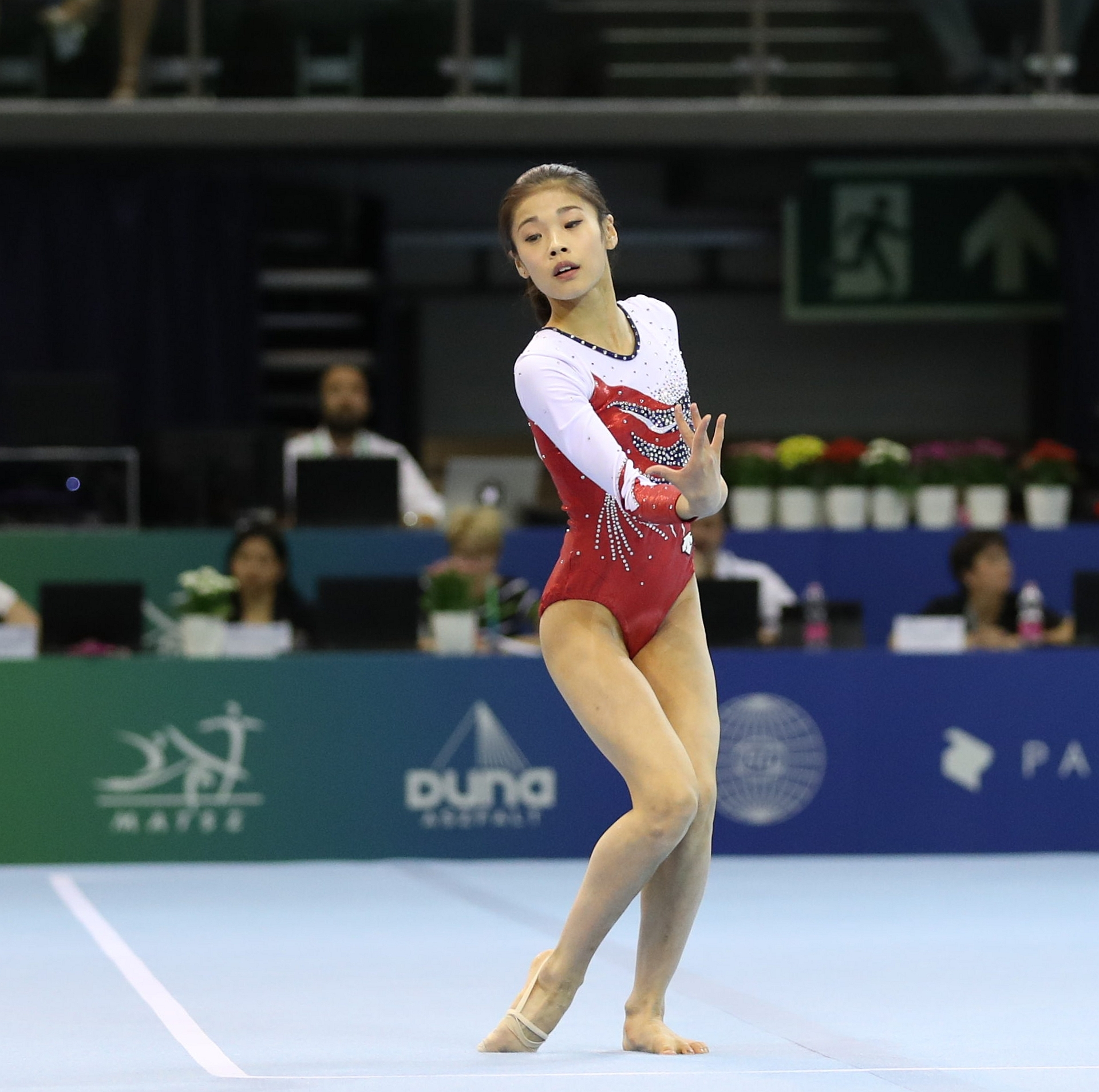

이다영(2004년 12월 28일 ~ )은 대한민국의 기계 체조 선수이다. 2019년 주니어 세계 선수권 대회 외에도 3차례 시니어 레벨의 세계 선수권 대회에 참가했다. 2022년과 2023년 아시아 선수권 대회에서 은메달을 획득한 팀의 일원이다. 2024년 하계 올림픽에 한국을 대표하여 출전할 예정이다.

## 개인 생활
2024년 기준으로 한국체육대학교에 재학 중이다.